# مروة قاوقجي
مروة صفاء قاوقجي (بالتركية: Merve KAVAKÇI) (ولدت في أنقرة في 30 أكتوبر 1968)، انتخبت عضواً في البرلمان عن مدينة إسطنبول عام 1999، ثم رفض الرئيس التركي حينذاك سليمان ديمريل دخولها البرلمان بحجابها مما أدّى لأزمة سياسية كبرى في البلاد، أسقطت الجنسية التركية من مروة قاوقجي على إثرها، وطوردت في أنحاء البلاد إلى أن هاجرت إلى الولايات المتحدة الأمريكية.وهي أخت روضة قاوقجي العضو في مجلس البرلمان التركي. وهي تعمل حاليا سفيرة لتركيا في ماليزيا 

## بداية حياتها
بعد أن أتمت دراستها الثانوية في تركيا واصلت دراستها في الولايات المتحدة الأميركية في جامعة تكساس في مجال هندسة الكمبيوتر، وقد عاشت مع والديها في الولايات المتحدة الأمريكية، اللذين كانا يعملان أستاذين في جامعة أتاتورك.
وانتقلت هي وأسرتها للعيش في تركيا مرة أخرى وقد عملت مروة في تركيا في صفوف حزب الرفاه ثم حزب الفضيلة
لقيت مروة وعائلتها معاناة شديدة بسبب التزامهم الديني، واضطرت مروة لترك كلية الطب بجامعة أنقرة عام 1986م.
قررت بعدها الهجرة إلى الولايات المتحدة الأمريكية للدراسة، بدلًا عن تركيا التي لاقت فيها معاناة كبيرة هي وعائلتها.

## حياتها السياسية
تقدمت مروة للانتخابات النيابية في تركيا على قائمة حزب الفضيلة (حزب الرفاه سابقًا) بقيادة نجم الدين أربكان، ونجحت في الوصول إلى المجلس الوطني التركي (البرلمان) برغم تعرضها لمضايقات كبيرة، ولكن ما لقيته بعد نجاحها يفوق كثيرًا المعاناة التي سبقت، وكانت أول نائبة محجبة في تاريخ تركيا، وكانت تضطر في كل تنقلاتها وتحركاتها إلى اصطحاب أختها وعدد من الأصدقاء ليصدوا عنها الإساءات والمضايقات وتطفل الصحفيين.

## أطراف سياسية في أزمتها
ومنعت مروة من دخول قاعة البرلمان في تركيا، بسبب ارتدائها الحجاب، وتعارضه مع مبادىء الدولة التركية التي جعلت من العلمانية مرجعاً أساسيّاً لها، واقترح بولنت أجاويد النائب، رئيس حزب اليسار الديمقراطي، ورئيس الوزراء التركي لمرات عديدة أن يخصص لمروة قاوقجي مكتباً خاصّاً بها بعيداً عن قاعة البرلمان، وألا يسمح لها بحضور النقاشات واللجان البرلمانية.
واقترح عليها مجلس الحزب أن تذهب إلى السيد «سبتي أوغلو» أكبر نواب البرلمان سنّاً لتقبيل يده، وسؤاله حول مشاركتها في مراسم اليمين، وإذا لم يوافق تعقد مؤتمراً صحفيّاً تعلن فيه قرارها عدم دخول البرلمان. ولكن مروة قاوقجي رفضت لأنه من حقها دخول البرلمان كبقية النواب.

## دخولها البرلمان التركي وبداية النهاية
قررت مروة التمسك بحجابها بإصرار رغم المعاناة، ودخلت قاعة البرلمان الكبيرة لأداء قسم اليمين، وفجأة حدثت فوضى، تصفيق ودعم من قبل حزب الفضيلة، وصراخ جماعي من قبل نواب حزب اليسار الديمقراطي ونواب الحركة القومية «اخرجي، اخرجي، أو لتنزع حجابها، إنها مناهضة للعلمانية» وتم رفع الجلسة اضطراراً، ثم ظهر بولنت أجاويد، وصعد على المنصة دون حق قانوني، وألقى كلمة ختمها بالطلب بإيقاف هذه المرأة عند حدها، مطالباً بطرد امرأة انتخبها الشعب بسبب حجابها.
اتخذ الحزب قراراً بأن تؤدي يمينها في نهاية المراسم حتى يهدأ الوضع، وأعلن الرئيس سليمان ديميريل أن مروة قاوقجي هي السبب في توتر الأوضاع في تركيا، واجتمع المجلس الرئاسي وقرر عدم السماح لمروة بدخول قاعة اللجنة العامة لأداء اليمين، في الوقت الذي كان يترقبها الملايين أمام شاشات التلفاز بفارغ الصبر وهي محجبة ليكون ذلك انتصاراً لهم، وبداية لإنهاء معاناتهم بسبب الحجاب.
في اليوم التالي ألقت مروة خطابا أمام الصحافة بينت فيه الاستخفاف الذي جرى بإرادة الشعب وانتهاك الدستور والحقوق والحريات العامة، والمتمثل بمنعها من أداء اليمين بسبب الحجاب في بلد ثلاثة أرباع نسائه محجبات، وقررت عدم حضور الجلسات القادمة في البرلمان، وشكرت الشعب الذي ساندها منذ إعلان ترشيحها.

## مروة قاوقجي والصحافة
تعرضت مروة قاوقجي لمضايقات عديدة من الصحافة التركية المنحازة لنظام الدولة الذي جعل من العلمانية مرجعاً أساسيّاً له، وبدأت الصحافة في تنفيذ حملات تشوية وتدخل مقصودة في خصوصيات شخصية مروة وعائلتها وأصدقائها.
تعرضت لملاحقات يومية وإزعاج متواصل، ولم يتعاون معها حزبها (حزب الفضيلة) في تأمين سكن وحراسة مناسبين لها، وكان يتعاون معها فريق من أقاربها وأصدقائها وأصدقاء العائلة، وحتى المحامين الذين كلفهم الحزب بالعمل لصالح مروة بعد فوات الأوان وقعوا في أخطاء كبيرة. وصلت المضايقات إلى عائلة مروة وابنتيها الصغيرتين اللتين لا تتجاوز الكبرى منهما السنوات العشر، وتعرضتا لمعاملة سيئة من قبل الصحفيين من خلال الملاحقة الدائمة.
اضطرت مروة قاوقجي لتغيير مكان إقامتها والتخفي، وأخرجت طفلتيها من المدرسة، ورغم ذلك بقيت تحت الرقابة الدائمة من الصحافة والشرطة، وروقبت مكالماتها الهاتفية، ووصلت المضايقات لحد نشر مكالماتها الهاتفية في الصحف.

## محاولة اعتقالها من قبل محكمة أمن الدولة
حاولت مروة قاوقجي أن ترفع قضية على الحكومة، فقام مدعي محكمة أمن الدولة بنفسه ترافقه مجموعة من الشرطة المتخصصة في مكافحة الإرهاب، بمداهمة بيت مروة في منتصف الليل، وتجمع نواب حزب الفضيلة أمام بيت مروة لمنع الشرطة من الدخول إليه، واتصل رئيس الحزب رجائي قوطان برئيس الوزراء ووزير الداخلية، وأجل اقتحام البيت، وفي هذه الأثناء تقدم نواب الحزب بمذكرة تبين أن القضية ما زالت بيد البرلمان ولم يبت فيها بعدُ، وأصدر مجلس النواب بيانا يوضح أن مروة قاوقجي ما زالت عضوا في البرلمان.

## منع مروة وحزبها من العمل السياسي
اتخذت المحكمة التركية فيما بعد قراراً بحظر حزب الفضيلة ومنع خمسة من قادته من بينهم مروة قاوقجي من ممارسة العمل السياسي لمدة خمس سنوات. أُجبر الحزب على التخلي عن قضية مروة قاوقجي، فوجدت نفسها وحيدة، وكانت كلمات رئيس الدولة سليمان ديميريل (وهو صديق لعائلة مروة، وكان يدعو والديها بانتظام إلى القصر الرئاسي) نقطة تحول في تاريخ الحجاب في البرلمان، وإهانة للشعب التركي والديمقراطية أيضاً، فلم يكن ثمة مشكلة متعلقة بشخص مروة ولكن بحجابها الذي تلبسه، حتى نواب الحزب الذي تنتمي إليه لم يكن ثمة مشكلة حول مشاركتهم.
تقول مروة إنها التقت بعد ثلاث سنوات السيد ترهان التشليك النائب عن حزب الفضيلة في اجتماع الاتحاد العالمي للبرلمانات في كوبا، وأخبرها أن سليمان ديميريل أخبر رئيس الحزب بأن دخول مروة إلى البرلمان ستكون له عواقب تصل إلى حد الانقلاب العسكري. يبدو أن نواب الحزب قد انقسموا إلى اتجاهات ومواقف عدة، واتخذت رئاسة الحزب قراراً بمنعها من الدخول إلى البرلمان، وتحولت معركتها بدلاً من أن تكون مع بولنت أجاويد، وسليمان ديميريل لتكون مع حزبها الذي تخلى عنها.

## السلطات التركية تسقط الجنسية عنها
بدأت الحكومة تتحرك لإسقاط الجنسية التركية عن مروة تذرعّاً بأنها تحتمي بجنسية أجنبية (أميركية) برغم أن عدداً كبيراً من النواب يتمتعون بالجنسية الأميركية، ويسمح القانون الأميركي والتركي أيضاً بالجنسية المزدوجة، وقد سئل بولنت أجاويد فيما بعد في واشنطن باسم مئات الآلاف من الأتراك الذين يحملون الجنسية الأميركية، هل ستسقط الحكومة الجنسية التركية عنا، فقال: لا، لقد أسقطت الجنسية التركية عن مروة قاوقجي بسبب وضعها الخاص.
هكذا فقد أسقطت الجنسية التركية عن مروة بعد 11 يوماً من دخولها قاعة البرلمان، والغريب أيضاً أن مصادر حكومية أميركية قدمت معلومات للحكومة التركية بأن ما حدث مخالفة القانون الأميركي، وإساءة إلى مواطن أميركي.

## الاتحاد البرلماني الدولي وقضية مروة قاوقجي
أصدر الاتحاد البرلماني الدولي بياناً بعدم قانونية إسقاط النيابة والجنسية التركية عن مروة قاوقجي، وأنه قد وقع إخلال بحقوق الناخبين في إسطنبول وبحقوق مروة قاوقجي بإلغاء عضويتها في البرلمان التي كانت عملية مخالفة للإجراءات القانونية التي نص عليها الدستور. قدمت مروة شكوى إلى المحكمة الأوروبية لحقوق الإنسان، ولم يتحمل الحزب سوى عشر تكاليف الدعوى، وأما الجزء الباقي فقد تحملته أسرة مروة.

## تضامن إسلامي وعالمي
في المقابل، نهضت حملة تضامن محلية وعالمية مع مروة شغلت الإعلام والرأي العام العالمي والإسلامي، وظلت الصحف والمقالات والإعلانات المؤيدة لمروة تنشر بإصرار مقالات تضامنية وعناوين مؤيدة من قبيل «أنت تاج رأسنا» و«بطلة حقوق الإنسان» وبرقيات وحملات تأييد على شكل إعلانات مدفوعة الأجر، في تركيا والعالم الإسلامي وأوروبا أيضًا.
قامت النساء في معظم أنحاء العالم الإسلامي بمظاهرات تضامنية، تندد بانتهاك حقوق الإنسان والاعتداء على الدستور والديمقراطية المتمثل بمنع مروة قاوقجي المنتخبة من قبل شعبها من ممارسة دورها؛ فقط لأنها محجبة.
وكان حجم التضامن الإسلامي والعالمي مع قضية مروة ملفتاً ومؤثراً، وقامت جمعيات ومنظمات عدة بتشكيل وفود للتضامن، مثل المجلس الأميركي للعلاقات الإسلامية، والتجمع الإسلامي لأميركا الشمالية، والمجلس الأميركي للعلاقات مع الشعوب الإسلامية، ومجلس النساء المسلمات في أميركا الشمالية، واللجنة الأميركية العربية لمناهضة التمييز. ونظمت مظاهرات في أنحاء عدة أمام السفارات التركية.

## لقائها مع شخصيات دولية
التقت مروة برئيس الولايات المتحدة الأميركية بيل كلينتون ووزيرة الخارجية الأميريكة مادلين أولبرايت، ثم وزير الخارجية الأميركي التالي كولن باول، ورئيسة وزراء كندا كيم كامبل، وتلقت دعوات من مجلس اللوردات البريطاني والكونغرس الأميركي.

## تطورات إيجابية في الحياة السياسية لمروة قاوقجي
حدثت فيما بعد تطورات إيجابية في تركيا، وبدأت مروة تكتب في أهم الصحف التركية، وكان في ذلك فرصة للتواصل مع مواطنيها ومواصلة عملها السياسي والعام متجاوزة المسافات التي تفصلها عن تركيا.

## العمل الآن
عندما أسقطت عنها الجنسية التركية، وأجبرت على ترك البرلمان بسبب الحجاب، غادرت إلى الولايات المتحدة لتكمل دراستها في جامعة هارفارد، وعملت كعضو تدريس في كلية العلاقات الدولية في جامعة جورج واشنطن، وعملت أيضا كعضو تدريس في كلية السياسة وفي كلية العلاقات الاجتماعية في جامعة أسكدار  وأدارت أيضاً في نفس جامعة مركز أبحاث آثار ما بعد الاستعمار ونتائجه PAMER. تعمل مروة قاوقجي الآن كسفيرة لتركيا في ماليزيا